# Politik der Drei Roten Banner
Die Politik der Drei Roten Banner beschreibt die Zielrichtung der Politik der kommunistischen Partei Chinas, die 1958 ausgegeben wurde um den sog.  großen Sprung nach vorn zu erreichen.
Die drei Banner waren:
1. Banner: Die "Generallinie des sozialistischen Aufbaus" sollte die gleichzeitige Entwicklung von Industrie und Landwirtschaft bei gleichzeitiger Nutzung moderner und herkömmlicher Produktionsmethoden vorantreiben.
2. Banner: Der "Große Sprung nach vorn" sollte ein Konzept arbeitsintensiver Entwicklungspolitik durchsetzen.
3. Banner: Die Errichtung von Volkskommunen sollte die umfassende Kollektivierung des Lebens vorbereiten.

Mao Zedong wollte die Volksrepublik China damit trotz verringerter sowjetischer Wirtschaftshilfen zu einer Industriemacht machen. Die Politik der Drei Roten Banner wurden auf den Spitzenkonferenzen von Hangchou, Nanjing und Chengdu im Frühjahr 1958 vorbereitet und auf dem 5. Plenum des VIII. Zentralkomitees im August 1958 in Beidaihe verkündet. Auf Grund dieser Politik sollte China innerhalb kurzer Zeit und weitgehend aus eigener Kraft in den Kreis der großen Industrienationen vorstoßen.